# Ifianassa
Ifianassa (en grec antic Ίφιάνασσα), segons la mitologia grega va ser una de les Prètides, filla de Pretos, rei d'Argos i d'Estenebea. Es casà amb l'endeví Melamp després que la guarí de la seua bogeria. Ella i les seves germanes, per voler comparar-se amb Hera, van ser enfollides per la deessa i es creien vaques.
Ifianassa és, també, en les versions més antigues de la llegenda, una filla d'Agamèmnon i Clitemnestra, diferenciada en principi d'Ifigenia, però amb la que acabà confonent-se.